# Науменко Андрій Михайлович
Андрій Михайлович Науменко (13 жовтня 1912, с. Малі Бубни, тепер Роменського району Сумської області — 13 серпня 1981, місто Суми[?]) — український радянський партійний діяч, 1-й секретар Сумського обкому КПУ, голова Сумського облвиконкому. Депутат Верховної Ради СРСР 5—6-го скликань. Депутат Верховної Ради УРСР 7—8-го скликань. Член ЦК КПУ в 1956—1966 р. Кандидат у члени ЦК КПУ в 1966—1976 р.

## Біографія
Народився у селянській родині. У 1928 році закінчив школу фабрично-заводського навчання при Крюківському вагонобудівному заводі на Полтавщині.
У 1928—1933 роках — токар по металу Крюківського вагонобудівного заводу; інструктор токарної справи і завідувач навчально-технічного бюро школи фабрично-заводського навчання.
У 1933—1935 роках — інспектор обліку Талалаївського районного земельного відділу Чернігівської області. У 1935—1939 роках — секретар виконавчого комітету Талалаївської районної ради депутатів трудящих.
Член ВКП(б) з 1939 року.
У квітні 1939—1941 року — завідувач обліку Талалаївського районного комітету КП(б)У; завідувач сектору Сумського обласного комітету КП(б)У.
У 1941—лютому 1942 року — заступник керуючого Мордовторгу (Мордовська АРСР, РРФСР)
З лютого 1942 року — в Червоній армії, учасник німецько-радянської війни. Служив у резерві старшого політичного складу Головного політичного управління РСЧА.
Після демобілізації працював помічником першого секретаря, інструктором Сумського обласного комітету КП(б)У.
У 1948—1951 роках — 1-й секретар Глухівського районного комітету КП(б)У Сумської області.
У 1951—1954 роках — слухач Вищої партійної школи при ЦК КП України.
У липні 1954 — 13 грудня 1955 року — секретар Сумського обласного комітету КПУ з питань промисловості.
13 грудня 1955 — січень 1963 року — 1-й секретар Сумського обласного комітету КПУ.
У січні 1963 — грудні 1964 року — 1-й секретар Сумського сільського обласного комітету КПУ.
У грудні 1964 — грудні 1973 року — голова виконавчого комітету Сумської обласної ради депутатів трудящих.
Потім — на пенсії.

## Звання
- старший лейтенант

## Нагороди
- орден Леніна (26.02.1958)
- орден Жовтневої Революції
- три ордени Трудового Червоного Прапора
- орден «Знак Пошани»
- медаль «За трудову доблесть»
- медалі